# نیروگاه جنوب اهواز
نیروگاه سیکل ترکیبی جنوب اهواز (در اهواز، در منطقه حمید در ۲۵ کیلومتری جاده قدیم اهواز - خرمشهر) یکی از نیروگاه‌های ایران از نوع سیکل ترکیبی با ظرفیت تولید ۹۶۸ مگاوات است که شامل ۴ واحد گازی ۱۶۲ مگاواتی و ۲ واحد بخار ۱۶۰ مگاواتی در زمینی به مساحت ۱۰۰ هکتار است.
سوخت اصلی این نیروگاه گاز طبیعی و سوخت پشتیبان گازوئیل است و سطح ولتاژ پست آن ۴۰۰ کیلوولت است.
شرکت پیمان‌کار کارفرمای ساخت این نیروگاه، شرکت صنایع برق و انرژی صبا است.

## شرکت صنایع برق و انرژی صبا
بنیاد مستضعفان، شرکت صنایع برق و انرژی صبا را تأسیس نمود. شرکت صنایع برق و انرژی صبا به منظور مشارکت فعال در تأمین انرژی الکتریکی کشور در سال ۱۳۸۳ شروع به فعالیت در صنعت برق از طریق مشارکت بخش خصوصی کرده‌است. این شرکت با تولید برق در نیروگاه‌های نیروگاه سیکل ترکیبی خرمشهر، نیروگاه سیکل ترکیبی خرم آباد، زرگان اهواز، نیروگاه علی‌آباد کتول، نیروگاه قم و نیروگاه چابهار، بیش از ۳۲۰۰ مگاوات برق را به شبکه سراسری عرضه می‌نماید.